# Distretto di Ysyk-Ata
Il distretto di Ysyk-Ata (in kirghiso Ысык-Ата району?, Isık-Ata rayonu), precedentemente conosciuto come distretto di Kant è un distretto (raion) del Kirghizistan con  capoluogo Kant; è situato sulla riva meridionale del fiume Ču, approssimativamente a metà strada tra Biškek e Tokmok.

## Base aerea
Nel 1941 venne stabilita nel territorio distrettuale una base e scuola di addestramento per piloti dell'aeronautica militare sovietica, nella quale furono addestrati più di 1500 uomini durante la seconda guerra mondiale. Dal 1956 iniziò ad addestrare anche piloti stranieri, tra i quali sono degni di menzione gli ex presidenti dell'Egitto Hosni Mubarak e Siria Hafiz al-Asad.
Nel 1992, seguendo il collasso dell'Unione Sovietica, la base venne trasferita alle autorità del Kirghizistan e a partire dal 2003 ospita unità dell'aeronautica militare russa.

## Erosione del terreno

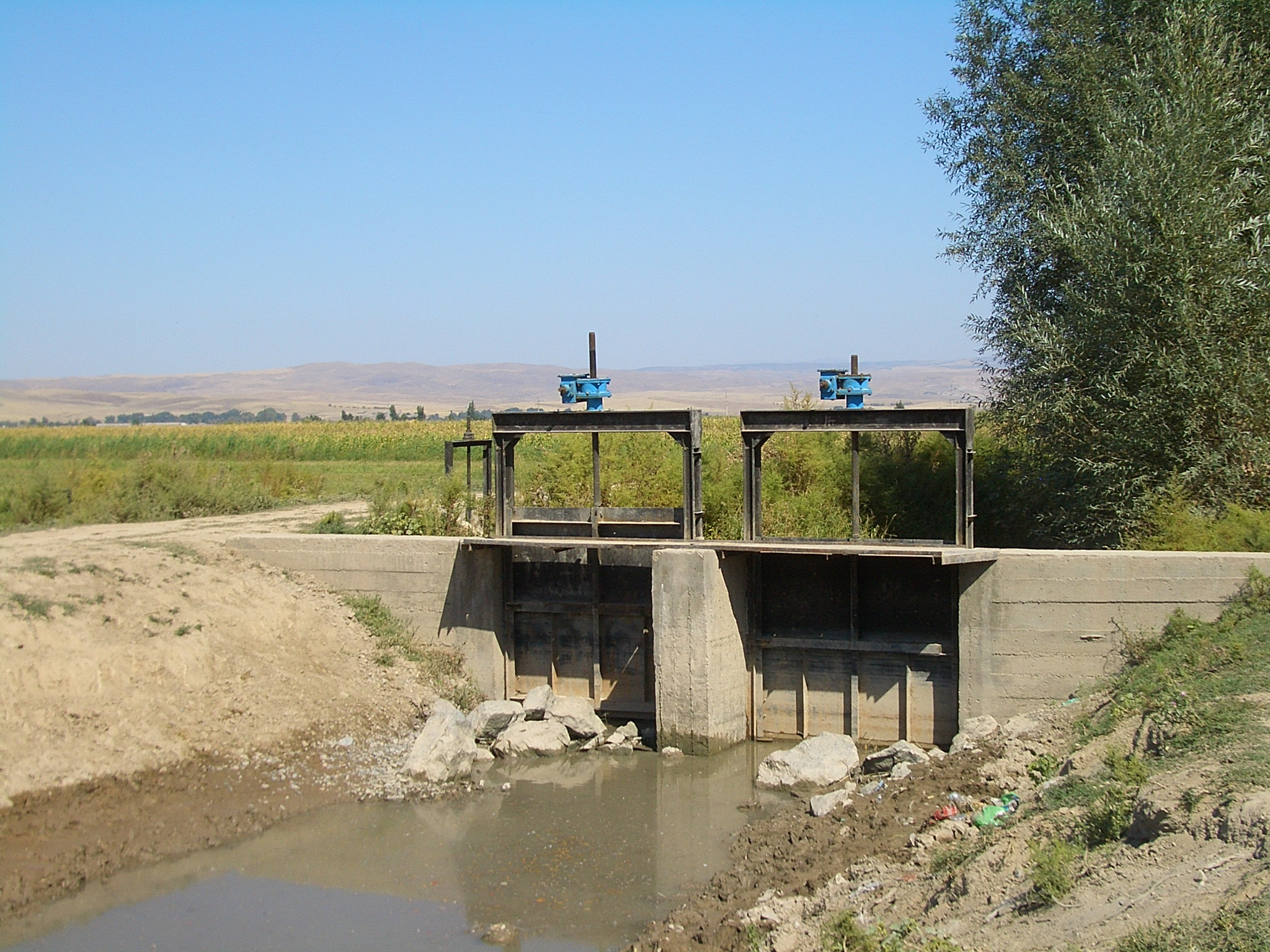
Canale di irrigazione regolato da chiuse vicino al villaggio di Milânfan

Le autorità distrettuali, così come i residenti del villaggio fluviale di Milânfan, sono preoccupate dal fatto che il fiume Ču  stia gradualmente erodendo il territorio della zona.